# Un dramma nell'Alaska
Un dramma nell'Alaska (The Silver Horde) è un film del 1930 diretto da George Archainbaud. La sceneggiatura di Wallace Smith si basa su The Silver Horde, romanzo di Rex Beach pubblicato a New York nel 1909. Il film fu girato in Alaska, interpretato da Evelyn Brent, Louis Wolheim, Joel McCrea, Raymond Hatton, Jean Arthur e Blanche Sweet.

Una precedente versione cinematografica del lavoro di Beach, sempre con il titolo The Silver Horde, venne prodotta nel 1920 dalla Goldwyn Pictures. Il film, diretto da Frank Lloyd, aveva avuto come interpretati Myrtle Stedman e Curtis Cooksey.

## Trama
In Alaska, Boyd Emerson e Fraser giungono con la loro slitta di cani a Salvik, un villaggio di pescatori dominato dal brutale Balt con il quale Boyd ha un alterco. La ballerina Cherry Malotte mette fine alla discussione e offre ai due nuovi arrivati ospitalità. Li avvisa anche che Marsh, uno spietato sfruttatore, cercherà di buttarli fuori da lì. La ragazza finisce per innamorarsi di Boyd, con il quale si mette in società per sfruttare un filone di rame. Un banchiere di Seattle, Tom Hilliard, dovrebbe finanziare un progetto per rimettere in sesto Balt e la sua industria fondata sulla pesca, rendendolo competitivo nei confronti di Marsh. Boyd, Fraser e Balt partono per Seattle dove Boyd rivede Mildred, la ragazza di cui è innamorato, che è promessa a Marsh. Marsh blocca gli aiuti finanziari di Boyd ma in aiuto del socio, arriva Cherry. L'industria del salmone di Salvik è ora in piena attività, ma Boyd si trova a doversi confrontare con Marsh. I marinai delle flottiglie da pesca si scontrano in un corpo a corpo, gli uni contro gli altri. Marsh viene battuto e cerca di vendicarsi calunniando Cherry, ma Boyd lo mette alle stretto con la testimonianza di Queenie, una sua ex amante abbandonata. Balt si vendicherà alla fine di Marsh, strangolandolo e lasciando Mildred libera di ritornare da Boyd.

## Produzione
Il film fu prodotto dalla RKO Radio Pictures.
Venne girato a Ketchikan, in Alaska.

## Distribuzione
Il copyright del film, richiesto dalla RKO Radio Pictures, inc., fu registrato il 25 ottobre 1930 con il numero LP1678.
Distribuito dalla RKO Radio Pictures, il film uscì nelle sale cinematografiche statunitensi il 25 ottobre dopo essere stato presentato in prima a New York il 24 ottobre 1930.
In Italia, ottenne il visto di censura 27790: la domanda venne approvata con riserva con la condizione di "Togliere ogni scena dialogata o comunque parlata in lingua straniera. (maggio 1933)".